# موت (خدا)
موت (فنیقی: 𐤌𐤕) خدای کنعانی مرگ و عالم اموات بود. او همچنین برای مردم اوگاریت و در فنیقیه، که مذهب کنعانی در آن رواج داشت، شناخته شده بود. منبع اصلی اطلاعات در مورد موت در اساطیر کنعانی از متون کشف شده در اوگاریت می‌آید، اما او همچنین در قطعات باقی مانده از ترجمه یونانی فیلون بیبلوسی از نوشته‌های سانچونیاتون فنیقی ذکر شده‌است.